# Semai
Samai oder Semai (arabisch سماعي, DMG samāʿī) ist in der arabischen und türkischen traditionellen professionellen Musik ein mehrwertiger Begriff, der eine Vokal- oder Instrumentalform der musikalischen Komposition sowie charakteristische orientalische Rhythmen bezeichnet.
Der Ursprung des Wortes Samai kommt von der arabischen Wurzel „s–m–ʿ“, was „zuhören“ bedeutet.

## Samai in arabischer Musik
Semai ist neben dem Bashraf und der Longa eine beliebte ottomanische Instrumentalform, die später in die arabische Musik als Samai eingeführt wurde. In arabischer Musik ist Samai eine Form der musikalischen Komposition, die auf dem akustischen Rhythmus 10/8 (Samai Thaqil genannt) basiert. Das Samai besteht aus vier Sätzen (Khana, Plural Khanat), denen jeweils der Refrain (Taslim) folgt. Der Taslim und die ersten drei Sätze haben normalerweise eine Rhythmusstruktur von 10/8, während der vierte Satz typischerweise in einem 3/4- oder 6/4-Rhythmus komponiert, der Samai Darij (zentralasiatischer/persischer Rhythmus) genannt wird. Einige zeitgenössische Komponisten wenden im 4. Satz einen 5/8-, 7/8- oder 9/8-Takt an.
Neben den Semai und Bashraf ist die Longa eine beliebte ottomanische Instrumentalform, die später in die arabische Musik eingeführt wurde und oft am Ende einer Muwaschschah aufgeführt wird. So wie Semai und Bashraf, basiert auch Longa auf einen Refrain, der Taslim (arabisch تسليم, DMG taslim) heißt, und auf einer Anzahl unterschiedlicher Verse, die Khana (im Türkischen lautet die Bezeichnung „hane“ = Haus) genannt werden. 
Der traditionelle musikalische Aufbau dieses Genres basiert auf einer rhythmischen Partitur, vor deren Hintergrund sich auch eine Vokalmelodie entwickelte. Im 9. Jahrhundert verlagerte Ziryab, ein Musiker und Universalgelehrter aus al-Andalus, in seinen Gesangswerken den Schwerpunkt auf den Sänger, dem jetzt die Hauptrolle zugewiesen wurde, und die Percussion-Instrumente erfüllten die Funktion der rhythmischen Begleitung der Hauptmelodie.

## Semai in osmanisch-türkischer Musik
In osmanisch-türkischer Musik ist Semai ein Vokalstück, das im 6/8-Takt komponiert wurde. Diese Form und Metrik (usul auf Türkisch) wird oft mit saz semai verwechselt. Das Saz semai (auch auf Türkisch als saz sema'i, saz sema-i, saz sema i, saz semaī, saz semâ'î, sazsemai, saz semaisi oder sazsemaisi geschrieben) ist eine Instrumentalform in der osmanischen klassischen Musik, die aus drei bis vier Abschnitten im 10/8-Takt besteht. Das Saz Semai verwendet typischerweise die Usul (rhythmische Struktur), die Aksak Semai genannt wird. Ein Saz Semai besteht typischerweise aus 4 Sätzen, genannt Hane (auf Deutsch „Haus“), jedem Satz folgt ein Teslim (Refrain). Semai ist eine der wichtigsten Formen in der osmanisch-türkischen Sufi-Musik.